# Solntsevo
Solntsevo (en russe : Муниципальный округ Солнцево) est un district municipal de Moscou situé dans le district administratif ouest de la ville.
Dans la zone correspondant au district actuel existait au XVIe siècle le village de Soukovo, propriété de la famille Troubetskoï. Au XIXe siècle, la gare de Soukovo est construite sur la ligne de Briansk (maintenant Kiev), qui fait de cette zone depuis longtemps une destination de vacances populaire en dehors de la ville de Moscou. Le nom de Solntsevo a été donné au village en 1938. En mars 1965, la gare est également rebaptisée.
En 1969, Solntsevo est reconnu comme un établissement urbain et, en 1971, a acquis le statut de municipalité de l'oblast de Moscou. Le 22 mai 1984, il a été inclus dans le territoire de la ville sous le nom de quartier Solntsevski. Le 12 septembre 1991, le quartier est divisé en trois districts : Solntsevo, Novo-Peredelkino et Vnoukovo.

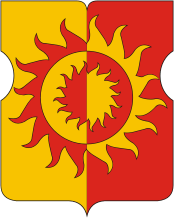
Armes du district
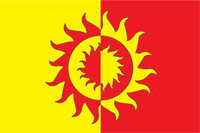
Drapeau du district